# Henning Larsen
Henning Karl Larsen (ur. 12 grudnia 1910 w Helsingør, zm. 11 stycznia 2011 tamże) – duński lekkoatleta, długodystansowiec.
Podczas mistrzostw Europy w 1946 zajął (z czasem 2:32:50) 8. miejsce w maratonie (rozegranym na tych zawodach na krótszej trasie – o długości 40,1 km). Na igrzyskach olimpijskich w Londynie (1948) zajął 10. miejsce w maratonie z czasem 2:41:22,0.
Wielokrotnie zdobywał złote medale mistrzostw Danii, m.in. w 1937 na 5000 i 10 000 metrów, oraz dziewięciokrotnie w biegu maratońskim (1941, 1943–1950).

## Rekordy życiowe
- Bieg maratoński – 2:38:36,8 (28 października 1946, Koszyce), wynik ten do 1956 był rekordem Danii[6]